# Liteau (restauration)
Pour les articles homonymes, voir Liteau.

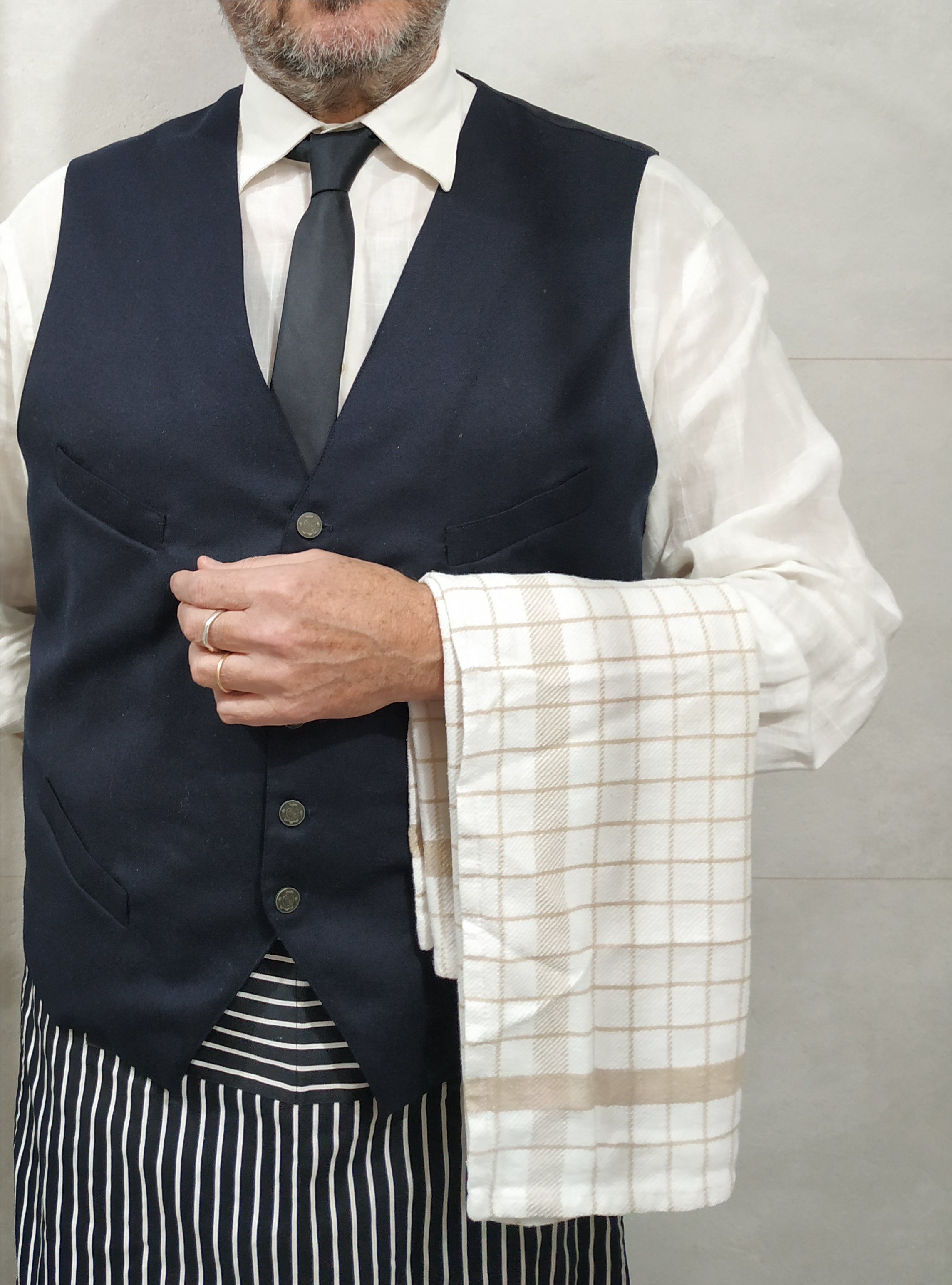
Serveur avec liteau

Dans la restauration, le liteau est une serviette blanche (de préférence). La première fonction est de protéger les mains du serveur contre le contact brûlant des plats et des assiettes. Il sert également pour nettoyer le bord d'une assiette tachée, absorber la goutte de vin sur le goulot, transporter des couverts, etc.
La serviette doit constamment être d'une propreté irréprochable et au besoin être changée. Il vaut mieux en avoir plusieurs de rechange pendant le service.
Le liteau se porte en « limonadier », c'est-à-dire plié en trois dans le sens de la longueur sur le bras gauche. Le pli fermé se trouve vers l'extérieur pour une question d'esthétique. Il sera adapté sur le bras pour le service des assiettes chaudes.